# Mount Owen (Wyoming)
Der Mount Owen ist mit einer Höhe von 3942 m der zweithöchste Berg der Teton Range und des Grand-Teton-Nationalparks im Westen des US-Bundesstaates Wyoming. Er ist Teil der Cathedral Group, einem Bergstock, der die höchsten Gipfel der Teton Range zwischen den Schluchten Cascade Canyon und Avalanche Canyon umfasst. Der Mount Owen liegt ca. 0,6 km südwestlich des Grand Teton, dem höchsten Berg der Teton Range und 1,2 km westlich des Teewinot Mountain. Der Cascade Canyon befindet sich unmittelbar nördlich des Mount Owen, der kleinere Valhalla Canyon verläuft an den Westhängen des Berges. Der größte Gletscher im Grand-Teton-Nationalpark, der Teton Glacier, liegt südlich des Mount Owen.

## Besteigung
Der Mount Owen wurde nach mehreren gescheiterten Besteigungsversuchen in den Jahren 1927 und 1928 im Jahr 1930 erstbestiegen. Damit war die Erstbesteigung des Mount Owen eine der letzten in der Teton Range. Auch heute gilt der Mount Owen aufgrund anspruchsvoller Routen der Schwierigkeiten 5.1 bis 5.10 und einer abgelegeneren Lage als beispielsweise der Grand Teton als schwer zu besteigen. Wege zum Gipfel starten am Lupine Meadows Trailhead südlich des Jenny Lake im Jackson Hole und führen durch den Garnet Canyon und vorbei am Amphitheater Lake bergauf.

## Galerie

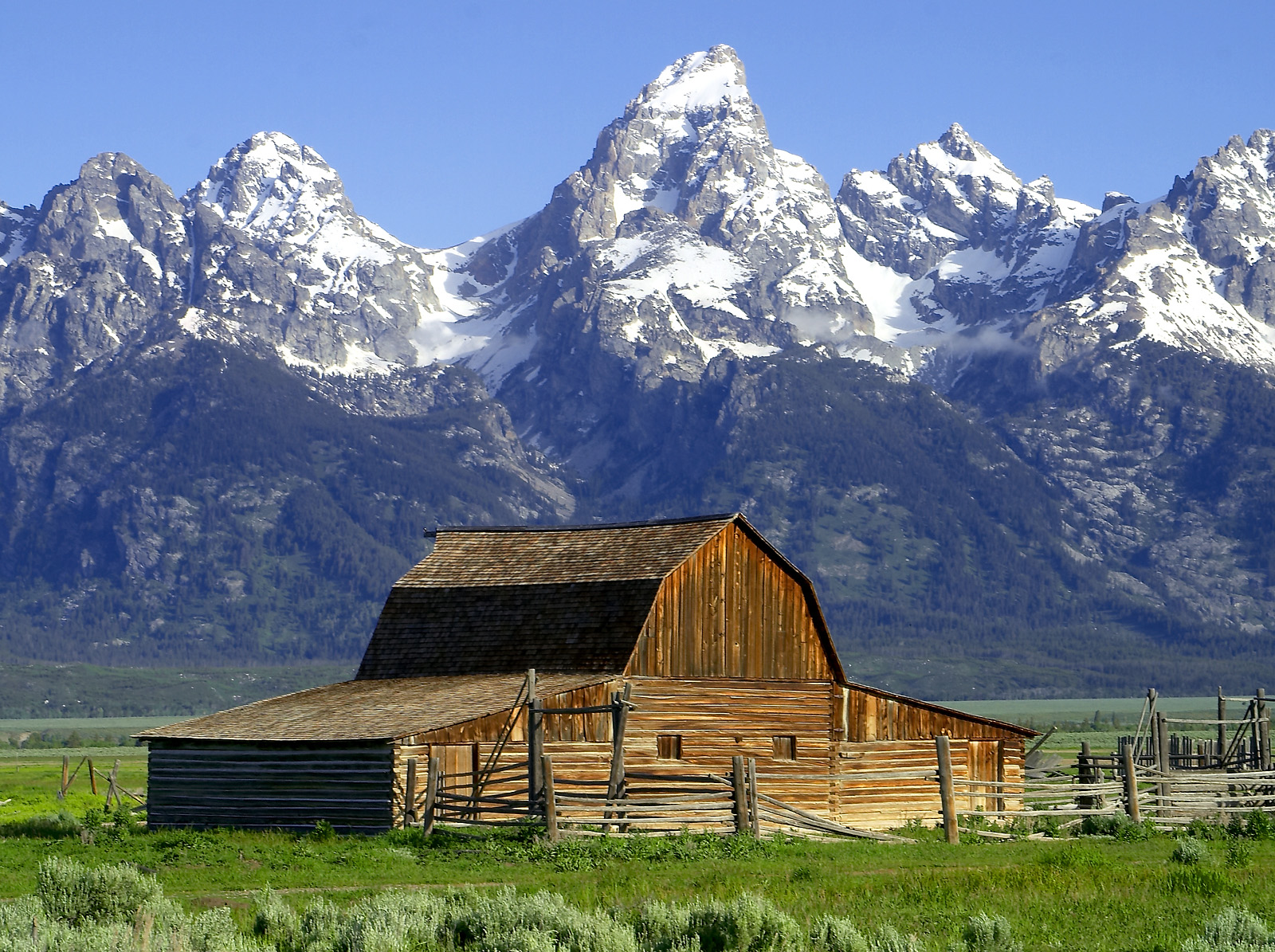
Von links nach rechts: Nez Perce Peak, Middle Teton, Grand Teton, Mount Owen und Teewinot Mountain
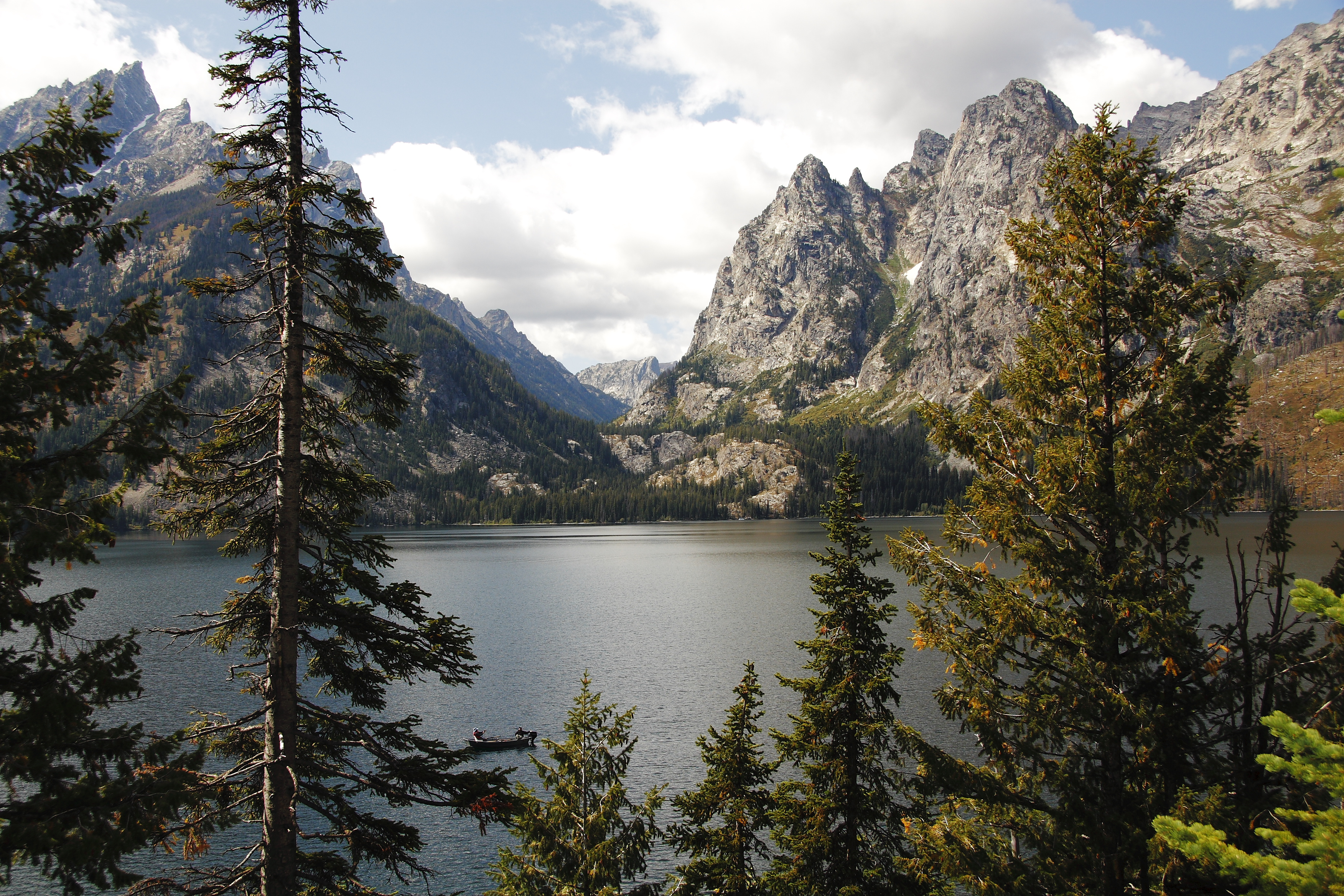
Jenny Lake mit Mount Owen (links) und Mount Saint John (rechts)
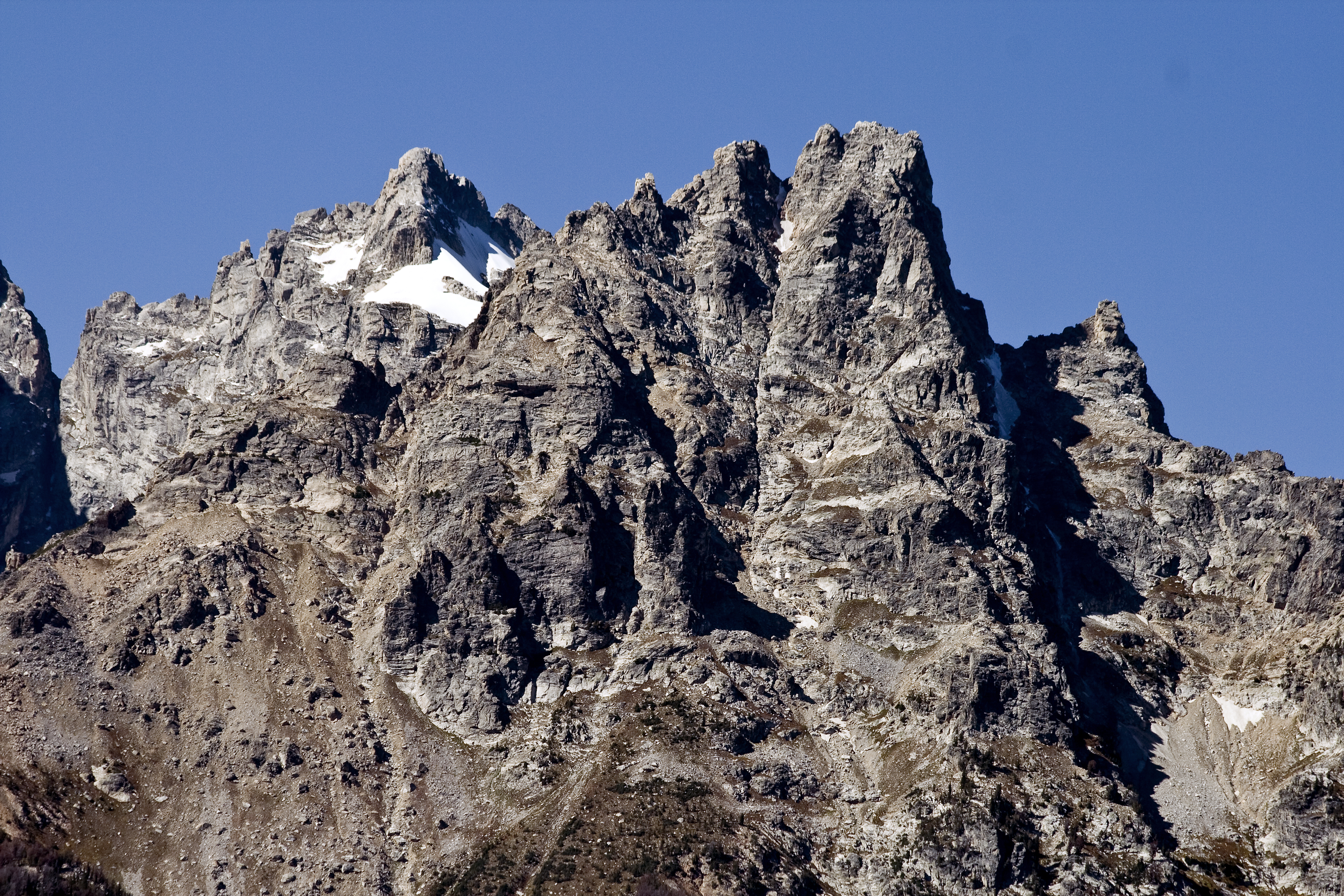
Mount Owen und Teewinot Mountain

## Weblinks

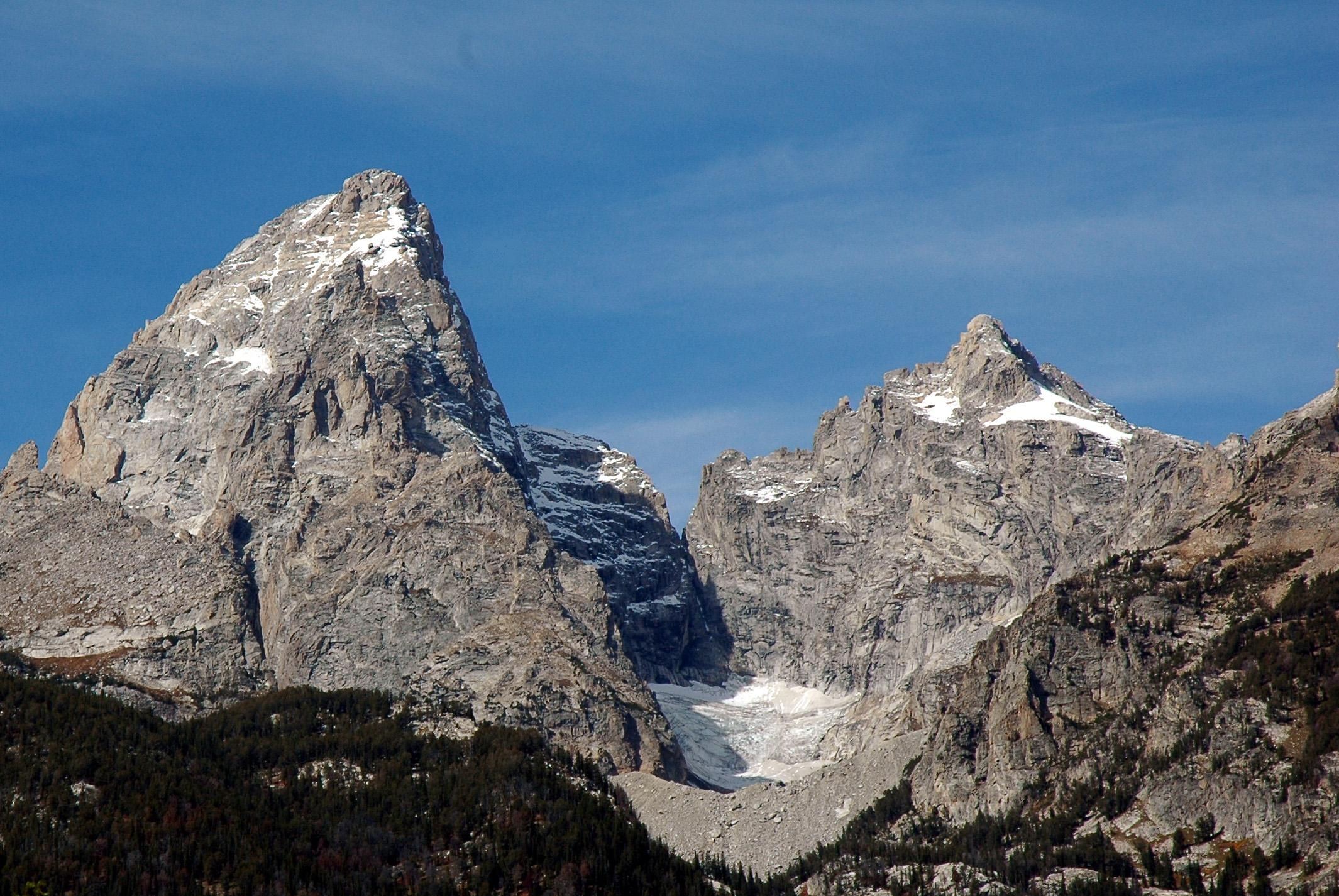
Grand Teton und Mount Owen mit dem Teton Glacier

## Belege
1. ↑  Peakbagger: Mount Owen. Abgerufen am 25. März 2021.
2. ↑  Geonames: Mount Owen. Abgerufen am 25. März 2021.
3. ↑  Naturalatlas: Mount Owen. Abgerufen am 25. März 2021 (englisch).
4. ↑  Jackson, Reynold G. (2004): Park of the Matterhorns". Grand Teton Historic Resource Study. Hrsg.: National Park Service.
5. ↑  Summitpost: Mount Owen : Climbing, Hiking & Mountaineering. Abgerufen am 25. März 2021.